# Адаи
Адаи (на английски: Adai) е северноамериканско индианско племе, част от Конфедерацията кадо. През 17 век селото на адаи е разположено на малка рекичка, близо до днешния град Роблин, Луизиана, на 25 мили западно от начиточес. Първото им споменаване е от Алвар Нунес Кабеса де Вака, който ги нарича „атайос“. През 1699 г. Пиер Ле Мойн д’Ибервил пише за тях като „натао“. По-късно ги посещават и други испански и френски изследователи, които записват името им по различни начини като Адаизан, Адаизи, Адахи и др. През 1715 г. Доминго Рамон, заедно с францискански мисионери навлиза в територията им, простираща се между Ред Ривър и река Сабин. На следващата година испанците основават мисията Сан Мигел де Линарес и полагат основите на испанската доминация в района. През 1719 г., когато Испания и Франция са в състояние на война, френският комендант на Начиточес получава заповед да изгони всички испанци обратно в Тексас. Французите завладяват Лос Адаес и заради предаността си към испанците адаи са изселени и третирани като френски врагове. През 1721 г. маркиз де Асуйо е изпратен с голяма войска от Тексас да възстанови изоставените испански мисии. Той построява ново укрепление при адаи, което от 1740 г. става известно като Президио де лос Адаес. В резултат на тези конфликти между испанци и французи, адаи пострадват доста сериозно. Когато е определена границата между испанските и френски владения една част от племето остава под френски контрол, а другата под испански. През 1792 г. се смята, че някои адаи се местят в югозападен Тексас, където се смесват с тамошните племена. Тези, които остават в родината си са едва около стотина. Според Сибли, през 1805 г. са едва около 20 мъже и няколко жени, а от 1825 г. са общо 27 души. Впоследствие се смесват с останалите кадоански племена и изчезват от историята.